# BOPE PMERJ
Batalhao de Operaçoes Policiais Especiais (PMERJ) (portugalsko: [bataˈʎɐ̃w dʒi opeɾaˈsõjs poliˈsjajs ispeˈsjajs]); dobesedno "Bataljon za specialne policijske operacije" ali BOPE je specialna enota vojaške policije, mesta Rio de Janeiro (PMERJ) v Braziliji. 
Zaradi narave kriminalitete v tamkajšnjih favelah, so še posebej izurjeni za bojevanje v urbanih, omejenih in zaprtih prostorih. Uporabljajo takšnim razmeram prilagojeno in učinkovitejšo opremo kot navadna policija.
BOPE PMERJ je verjetno najbolj znana takšna enota v Braziliji, vendar pa ni edina s takšnim imenom. Podobni taktični enoti z imenom BOPE imajo tudi v zveznih državah Alagoas in Santa Catarina, medtem ko enoto iz zvezne države Piauí imenujejo BOE ali Batalhao de Operaçoes Especiais.

## Pomembne vloge
- zagotavljanje dodatne zaščite na posebnih dogodkih
- uničevanje ovir, postavljenih s strani preprodajalcev mamil
- uporaba smrtonosne sile ("shoot to kill") v primeru kakršnekoli grožnje življenju civilista ali člana enote s strani kriminalcev
- uničevanje trgovine z drogo, kriminalnih združb in njihovih članov
- reševanje policistov in civilistov, poškodovanih v konflitih in bojih
- reševanje zajetih ali ogroženih policistov in civilistov v strelskih spopadih
- izvajanje visoko tveganih aretacij
- reševanje talcev
- posredovanje v situacijah z visokim tveganjem samomorilnih posameznikov
- zatiranje uporov v zaporih
- pomoč policistom v bojih
- oboroženo patruljiranje po favelah
- posebne misije na težko dostopnih močvirnatih in goratih predelih, z namenom izvidništva, planiranja in infiltracije
- vključevanje v boje z namenom zagotavljanja državne suverenosti
- omejevanje kriminala na minimum
- reševanje visoko tveganih situacij z namenom minimalne izgube življenj, poškodb ljudi ali lastnine
- boj proti močno oboroženim kriminalnim združbam

## Oborožitev in vozila
Vozni park enote sestavljajo oklepna vozila imenovana "Pacificador" ("Mirovnik") ali "Caveirao" ("Velika lobanja") in helikopter UH-1 Huey. Uporabljajo jih kadar posredujejo v favelah, kjer se pripadniki BOPE soočajo z močno oboroženimi preprodajalci drog. Za odstranjevanje cestnih in uličnih blokad uporabljajo tudi bager. 
Oboržitev pripadnikov:
- M16, puška
- M4, karabinka
- H&K PSG1, ostrostrelska puška
- Benelli M3, potezna šibrenica (pogovorno pumparica)
- FN P90, brzostrelka
- IMBEL MD97, brzostrelka
- H&K MP5, A2 in K, brzostrelka
- H&K G3, jurišna puška
- H&K 21, univerzalni mitraljez
- Taurus PT92, polavtomatska pištola
- IMBEL 9mm, polavtomatska pištola
- FN FAL, lahka avtomatska puška
- FN PARAFAL, bojna puška
- M1, polavtomatska karabinka
- ročne bombe

## V popularni kulturi

### Tropa de Elite
Leta 2006 je izšla knjiga z naslovom Elite da Tropa. Napisal jo je sociolog Luiz Eduardo Soares in še dva pripadnika BOPE, major André Batista in stotnik Rodrigo Pimentel. Gre za delno izmišljen zapis njihove vsakodnevne rutine in nekaj zgodovinskih dogodkov; vse skupaj pa temelji na osebnih izkušnjah obeh pripadnikov, ki sta pomagala pri njenem nastanku. Knjiga opisuje enoto BOPE kot "stroj za ubijanje", opisuje pa tudi domnevno prekinjen poskus atentata nekaterih policistov na takratnega župana Leonela Brizolo. Zaradi sporne vsebine je bila knjiga ob izidu cenzurirana, major André Batista pa je dobil ukor s strani vojaške policije. Kmalu po izidu so po knjigi posneli tudi film z naslovom Tropa de Elite (Elite Squad). Režiral ga je José Padilha (poznan po filmu Bus 174), scenarij pa je delo Bráulioa Mantovanija. Leta 2010 je film dobil nadaljevanje z naslovom Elite Squad: The Enemy Within.

## Polemika
Zaradi odločnega, predvsem pa nasilnega in brezkompromisnega boja v mamilarski vojni po favelah, se je s strani številnih časopisov BOPE prijel naziv "Morilski odred". Posebej so izpostavili njihov prepoznavni znak - lobanjo čez katero je zapičen nož, križata pa jo dve pištoli. Po opisu na njihovi uradni spletni strani, nož zapičen v lobanjo predstavlja zmago nad smrtjo, prekrižani pištoli pa sta simbol vojaške policije.
Poročilo pravne fakultete iz New Yorka (New York University of Law, leta 2005) o posebnih sodnih izvršbah, je pokazalo, da je bila BOPE vpletena v smrt štirih najstnikov, pod pretvezo, da so bili preprodajalci droge, ki so se upirali aretaciji. Pripadniki BOPE so poskušali lažno prirediti mesto zločina z namenom, da bi najstniki izpadli kot resnični pripadniki mamilarske tolpe. Preiskava je pokazala, da nihče izmed mrtvih najstnikov ni imel kriminalne preteklosti, prav tako na kraju niso našli nobenega orožja.
Tudi Amnesty International je opozoril, da se policijske sile v Braziliji poslužujejo nasilnih represivnih metod. S tem kršijo temeljne človekove pravice velikega števila tamkajšnjega prebivalstva ter povzročajo veliko število civilnih žrtev med operacijami. Leta 2006 so še posebej obsodili uporabo oklepnih vozil imenovanih Caveirao. Vozilo je po njihovem mnenju narejeno z namenom izvajanja agresije in omogoča uporabo prekomerne sile v celotni skupnosti.